# Hermann Levinger
Hermann Levinger (* 25. August 1865 in Karlsruhe; † 8. Dezember 1944 in Wiesbaden) war von 1908 bis 1930 Oberamtmann des badischen Bezirksamts Überlingen. Levinger, ein Opfer des Nationalsozialismus, wählte zusammen mit seiner Tochter Barbara Levinger am 8. Dezember 1944 den Freitod durch Gift, nachdem er erfahren hatte, dass die Nationalsozialisten ihn und seine Tochter verschleppen und töten wollten.

## Leben
Hermann Levinger stammte aus einer jüdischen Familie aus Karlsruhe und wurde am 25. August 1865 geboren. Er konvertierte schon während seines Jurastudiums Ende des 19. Jahrhunderts zum protestantischen Christentum. Von 1898 bis 1902 war er als Amtmann beim Bezirksamt in Überlingen angestellt, zwischen 1902 und 1908 arbeitete er am Bezirksamt Mannheim. 1902 heiratete er die verwitwete Maria Karolina von Bünau, geborene Staib. Am 26. Dezember 1904 wurde die Tochter Barbara Levinger geboren. Von 1908 an war Hermann Levinger Amtsvorstand des Bezirksamts in Überlingen. Hermann Levinger war bis 1930 fast 30 Jahre lang in Überlingen tätig, seit 1924 als Landrat des Amtsbezirks Überlingen.
Das heutige Bauamt in der Überlinger Bahnhofstraße war von 1908 bis 1930 Amts- und Wohnsitz Hermann Levingers. Zusammen mit seiner Ehefrau Maria, der Tochter Barbara und Verwandten lebte er in der Amtswohnung im Obergeschoss des Bezirksamts. Hier residierte er bis zur badischen Revolution als Vorstand des großherzoglichen Bezirksamtes und danach als Landrat. Hier wuchs auch Barbara Levinger auf, die in den 1920er Jahren als Schriftstellerin und Schauspielerin tätig war.
Im Jahr 1930 trat Levinger „nach einem Leben treuester Pflichterfüllung und vorbildlicher Hingabe an sein hohes Amt“ in den Ruhestand. Die Überlinger Zeitung „Seebote“ lobte die Amtsführung Levingers, der seit 1898 dem Landkreis Überlingen gedient hatte. Aus heutiger Sicht bleibend ist Levingers Verdienst um das Pfahlbaumuseum Unteruhldingen. Er war es, der die Anregung 1921 gab und später den Plan unterstützte, die Funde in einem Museum auszustellen. Nach seiner Pensionierung im September 1930 zog Hermann Levinger mit seiner Familie 1930 nach Wiesbaden. Die Familie lebte zurückgezogen, man erhoffte sich aufgrund einer Heilquelle Linderung für die an Gicht erkrankte Maria Levinger. Maria Levinger starb 1933 in Wiesbaden.
Nach dem Tod seiner Ehefrau kamen 1933 die Nationalsozialisten an die Macht. Hermann Levinger galt aufgrund der 1935 erlassenen Rassengesetze als Jude. Da seine Frau Maria christlicher Herkunft war, galt ihre gemeinsame Tochter Barbara als „Halbjüdin“. Laut dem Historiker Oswald Burger, Fachmann für die Geschichte des Nationalsozialismus in Überlingen, habe sich die Familie Levinger dennoch „nicht als Juden gefühlt“ und sei schon früh zum Christentum konvertiert. Dies sollte sie später allerdings nicht vor der Verfolgung nach den rassistischen Gesetzen schützen. Hermann Levinger musste nun erleben, wie am Bodensee sein Verdienst etwa um das Pfahlbaumuseum öffentlich negiert wurde. Es folgt die materielle Ausplünderung des Pensionärs und seiner Tochter, die nun auch ein Auftrittsverbot hatte. Schließlich wurde sie zur Zwangsarbeit herangezogen, Vater und Tochter mussten umziehen, im September 1941 wurde der Judenstern an der Kleidung Pflicht, deportiert wurden sie zunächst nicht. Im Dezember 1944 erfuhren sie von bevorstehenden Deportation ins Konzentrationslager Auschwitz, ihre Verschleppung wurde wahrscheinlich. Um sich der unmittelbar bevorstehenden Deportation zu entziehen, nahmen beide am 8. Dezember 1944 in ihrer Wiesbadener Wohnung Gift. Hermann Levinger starb noch am selben Tag, seine Tochter am 10. Dezember.
Beide hatten bis an ihr Lebensende engen Kontakt zu Menschen in Überlingen. Noch im Angesicht des Todes hatten Vater und Tochter verfügt, dass sie in Überlingen ihre letzte Ruhe finden. Dieser Wunsch wurde auch erfüllt, sie wurden in Überlingen bestattet.

## Gedenken

### Grabstätte
Auf dem Überlinger Friedhof, auf dem auch seine Frau Maria begraben wurde, erinnert heute ein Gedenkstein an der Friedhofskapelle an die Familie Levinger. Die Gräber der Familie werden von der Stadt als Ehrengrab gepflegt.

### Literarisches Gedenken
Den Überlinger Autoren Oswald Burger und Hansjörg Straub ist es zu verdanken, dass die Levingers in einem literarischen Gedenken bewahrt werden.
In ihrem dokumentarischen Band „Die Levinger. Eine Familie in Überlingen“ haben die Autoren versucht, Spuren dieser vernichteten Existenz zu rekonstruieren und das Leben des früheren Überlinger Landrats, seiner Frau Maria und der Tochter Barbara anhand der noch auffindbaren Spuren nachzuzeichnen. Auf 200 Seiten mit zahlreichen Abbildungen wird die Geschichte der Familie Levinger erzählt.

### Stolpersteine
Das komplett recherchierte Buch zum Schicksal der verfolgten Familie Levinger dient als Grundlage für die Verlegung dreier so genannter „Stolpersteine“ vor dem ehemaligen Amts- und Wohnsitz Hermann Levingers. Das ehemalige Bezirksamt, das spätere Landratsamt, gehört heute zur Stadtverwaltung.
Die Steine wurden am 8. September 2005 verlegt und tragen an der Oberseite eine Messingtafel, auf die mit Hammer und Schlagbuchstaben die Überschrift „Hier wohnte“ und der Todestag eingetragen sind. Der Text lautet:
HIER WOHNTE / LANDRAT / HERMANN LEVINGER / Jg. 1865 / TOT / 8. Dezember 1944 - HIER WOHNTE / BARBARA LEVINGER / BARBARA LEE / Jg. 1904 / TOT / 10. Dezember 1944

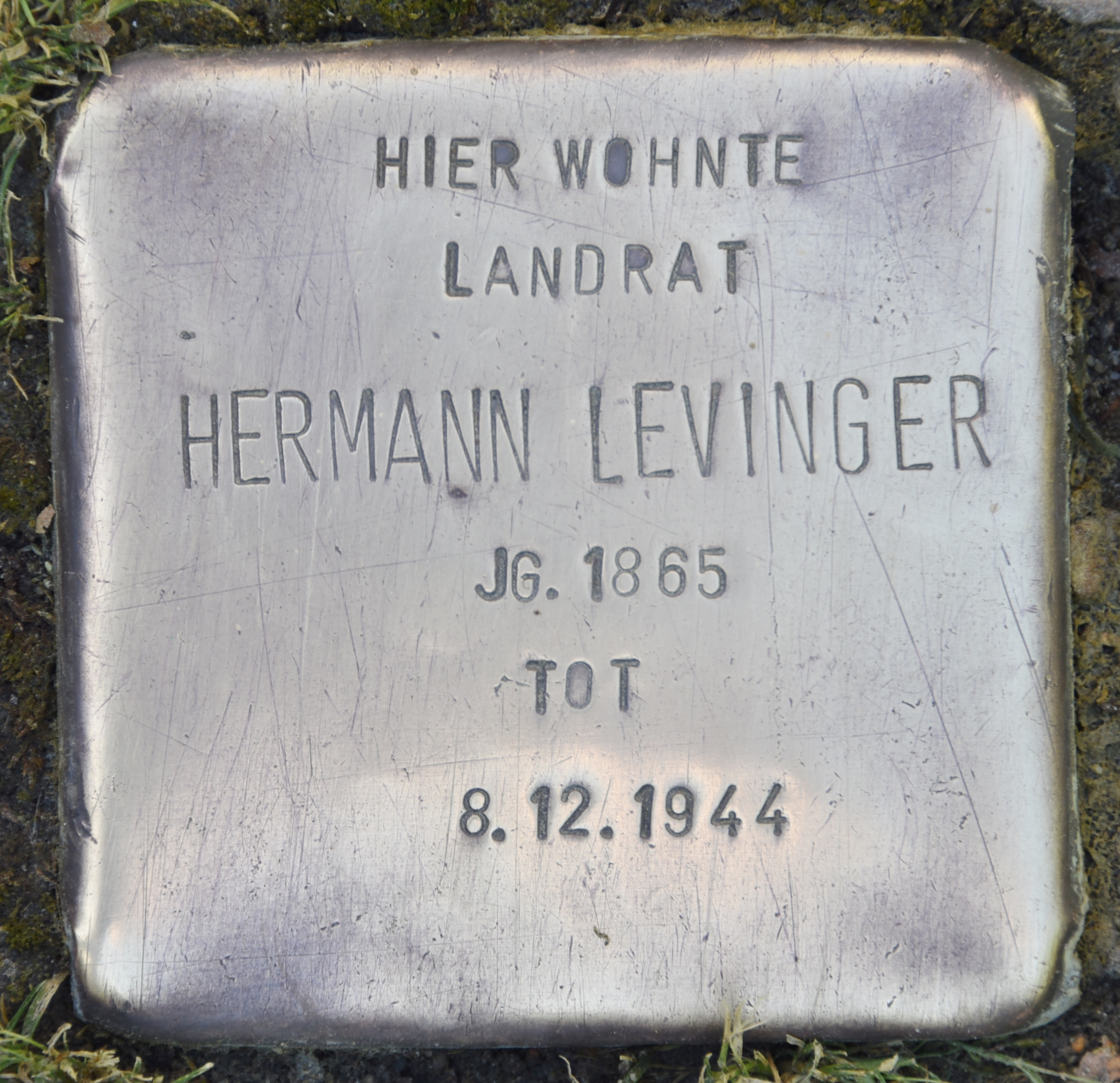
Stolperstein für Hermann Levinger
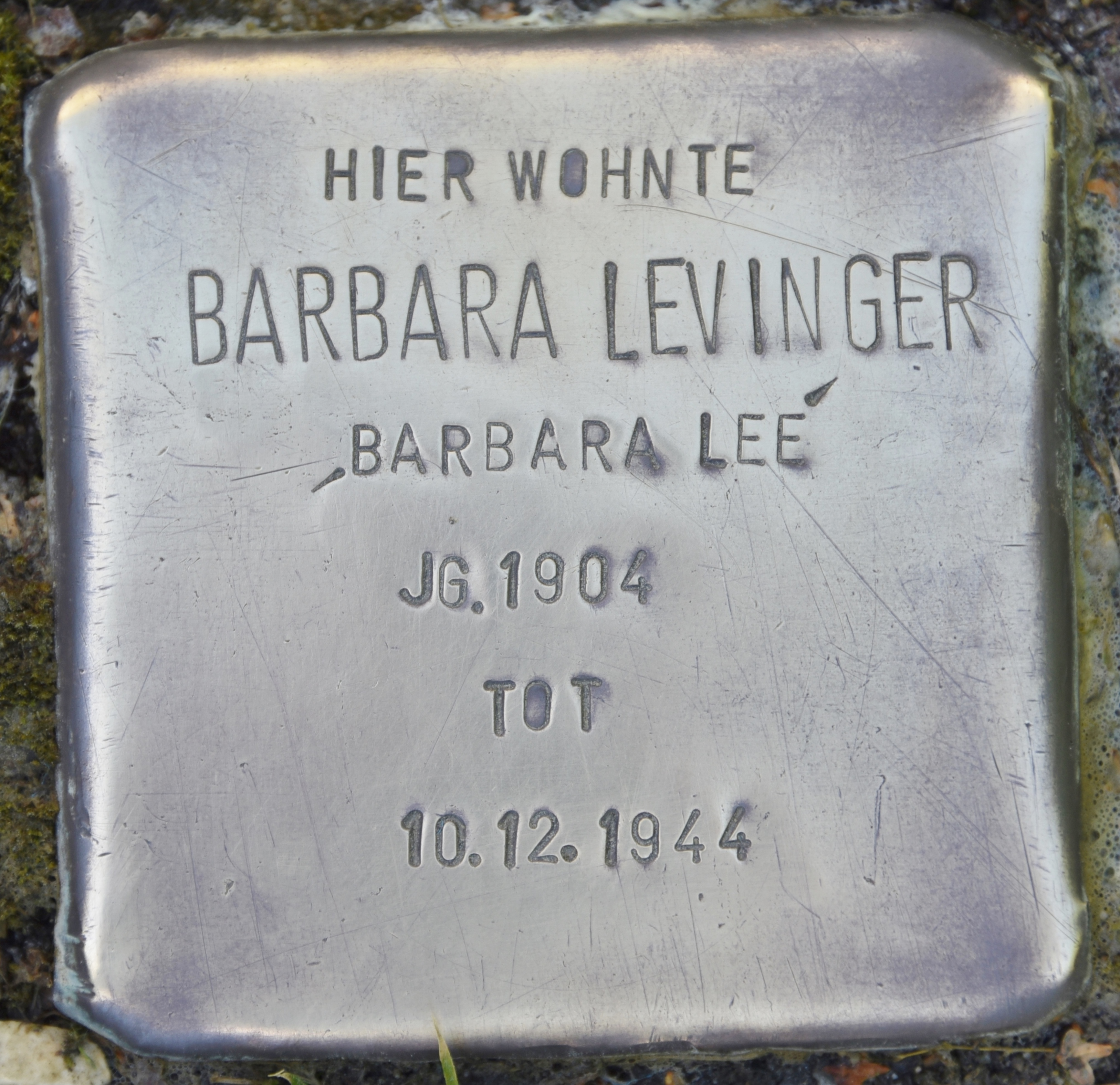
Stolperstein für seine Tochter Barbara Levinger
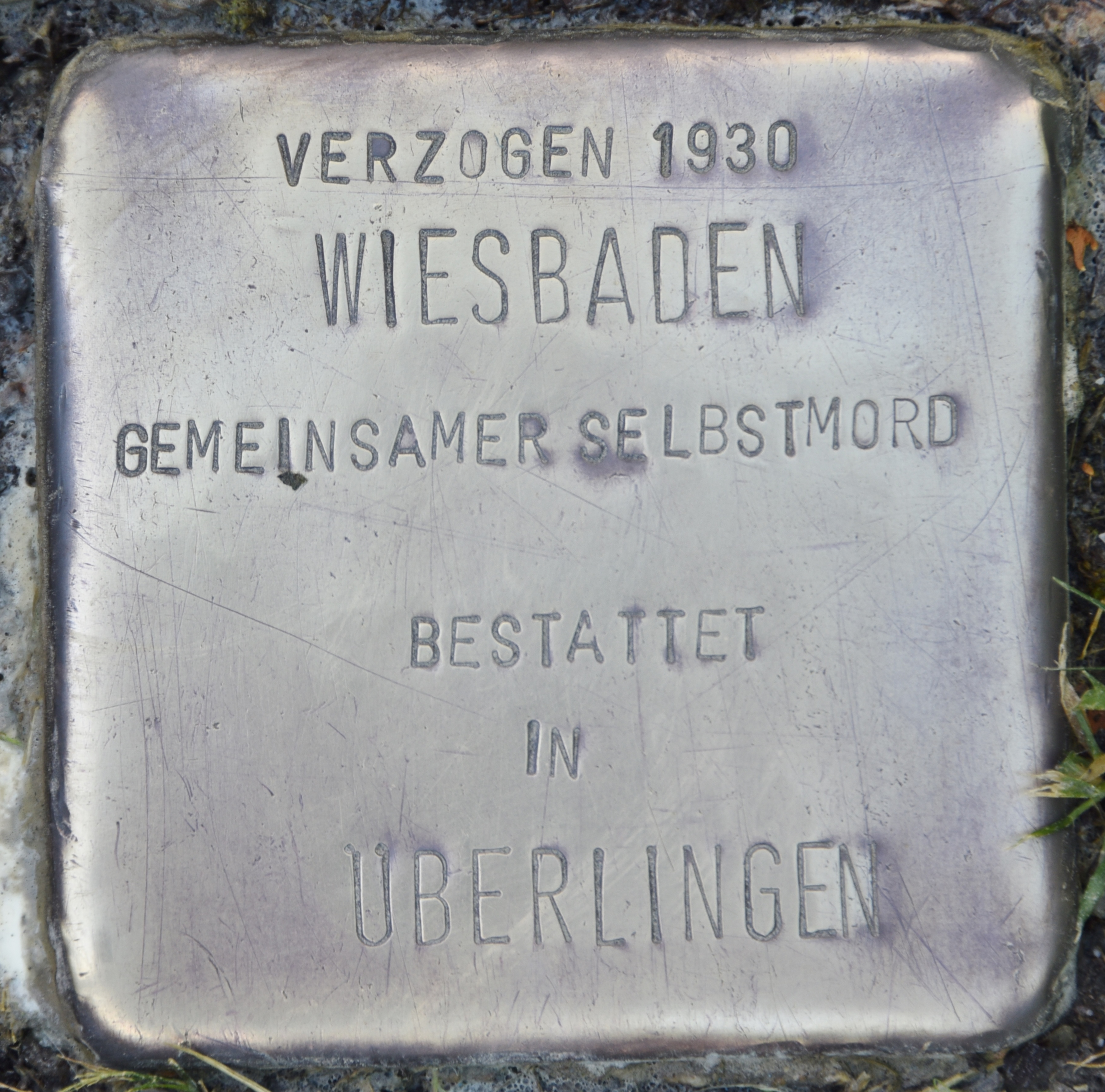
Stolperstein für Barbara und Hermann Levinger